# Oliver Mommsen

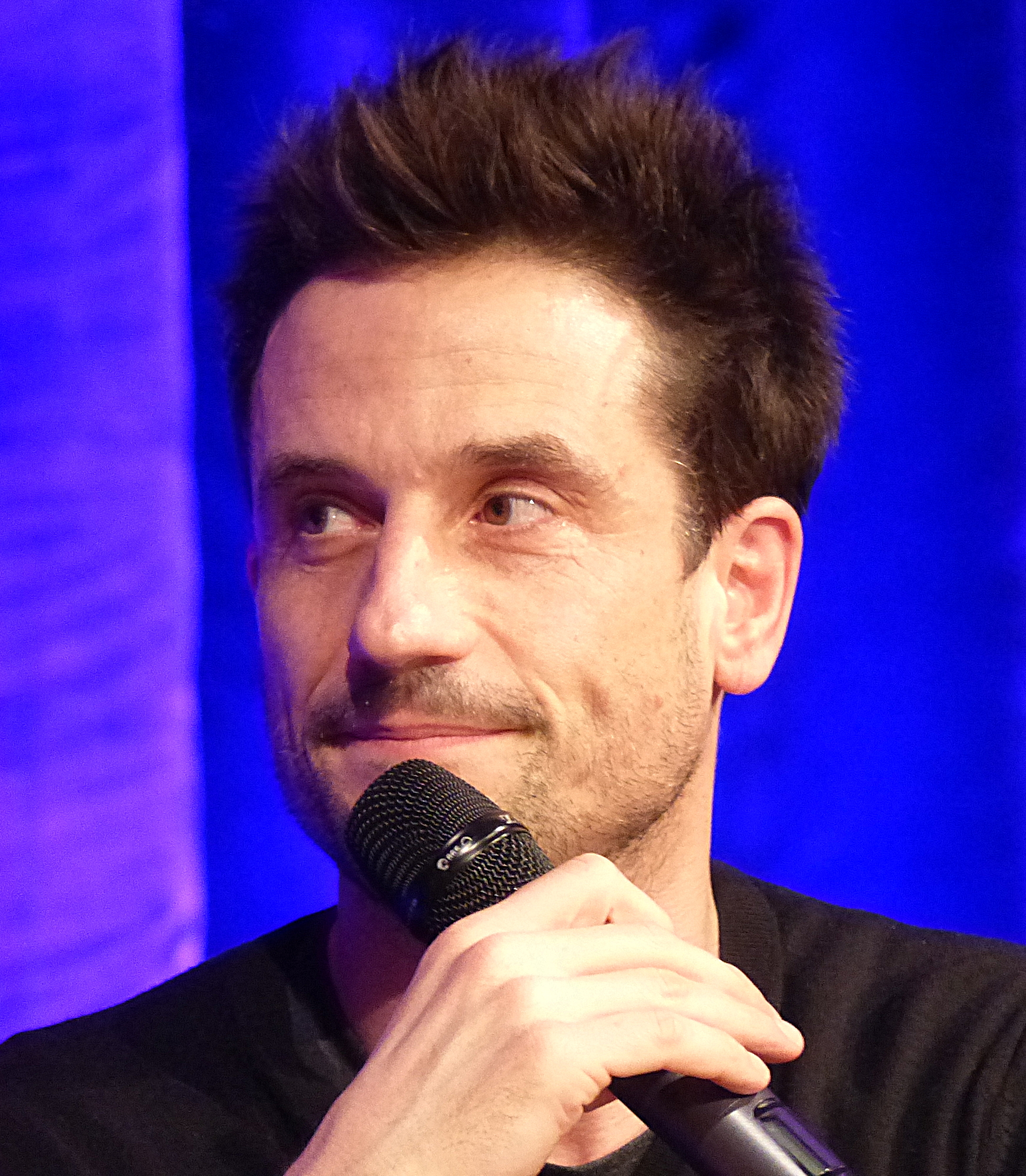
Oliver Mommsen (2015)

Oliver Hans Mommsen (* 19. Januar 1969 in Düsseldorf) ist ein deutscher Schauspieler. Von 2001 bis 2019 spielte er im Bremer Tatort den Ermittler Nils Stedefreund.

## Leben
Oliver Mommsen wurde als Sohn des Stahlunternehmers Nino Adalbert Mommsen (1937–1986) und dessen Frau Claudia, geb. Schmidt, in Düsseldorf geboren. Er ist der Ururenkel des Historikers und Nobelpreisträgers Theodor Mommsen. Sein Stiefvater war der Tennisspieler und dreifache deutsche Tennismeister Ingo Buding (1942–2003). Mommsen besuchte zunächst das Internat Schloss Salem in Baden-Württemberg und wechselte dann an das Internatsgymnasium Louisenlund in Schleswig-Holstein, wo er 1988 Abitur machte. Im Anschluss studierte er seit Oktober 1991 Indische Kunstgeschichte an der Freien Universität Berlin und absolvierte dann die Schauspielschule von Maria Körber. Es folgten Engagements in Zürich und Berlin. Gemeinsam mit seiner Schauspielkollegin Tanja Wedhorn stand er ab 2010 wiederholt an der Komödie am Kurfürstendamm auf der Bühne.
Erstmals vor der Kamera stand Oliver Mommsen 1993 für die ZDF-Fernsehserie Evelyn Hamanns Geschichten aus dem Leben. Sein Filmdebüt gab er 1998 in dem Melodram Die heilige Hure als homosexueller Student Uli Schneider. 2001 spielte er an der Seite von Inge Meysel in Detlef Rönfeldts Die Liebenden vom Alexanderplatz und übernahm in dem Zwei-Personen-Drama Junimond neben Laura Tonke die männliche Hauptrolle. Nachdem Rufus Beck nach zwei Folgen an der Seite von Sabine Postel als Hauptkommissarin Inga Lürsen das Bremer Team verlassen hatte, wurden drei Bremer Folgen der Fernsehreihe Tatort mit wechselnden Assistenten gedreht. Von 2001 bis zur Einstellung 2019 spielte Mommsen an der Seite Sabine Postels den Ermittler Nils Stedefreund.
2006 spielte er die Hauptrolle des Journalisten und Familienvaters Max Miller in der ARD-Familienserie Das Beste aus meinem Leben. In dem Fernsehfilm Eine Robbe zum Verlieben (2006) und seiner Fortsetzung Eine Robbe und das große Glück (2007) übernahm Mommsen an der Seite von Gesine Cukrowski die Rolle des hannoverschen Tierarztes Thomas Krugmann. 2010 spielte er in dem Sat.1-Spielfilm Sind denn alle Männer Schweine? neben Valerie Niehaus den Anwalt Hanno Wolf. 2012 war er, zusammen mit Jasmin Gerat, als Architekt Peter Sommer im Sat.1-Film Tierisch verknallt zu sehen. 2014 spielte er in Ohne Dich an der Seite von Stefanie Stappenbeck deren Jugendfreund Johannes. 2015 war er in der ARD-Reihe Reiff für die Insel neben Tanja Wedhorn in der Folge Katharina und der große Schatz als Museums-Wissenschaftler Jens Jeschen zu sehen.
Von 2016 bis 2017 war Mommsen gemeinsam mit Anna Schudt in der dreiteiligen ARD-Filmreihe Eltern allein zu Haus als Ehepaar Busche zu sehen, in der Folge Frau Busche übernahmen sie die Hauptrollen. 2020 verkörperte er neben Minh-Khai Phan-Thi die Titelrolle des autistischen Wetterforschers Klemens Kurz in der ARD-Produktion Papa auf Wolke 7. Seit 2022 spielt er an der Seite von Anja Kling in der ARD-Fernsehreihe Schule am Meer den Gastdozenten Erik Olsen an einer Flensburger Berufsschule. Eine weitere Hauptrolle übernimmt Mommsen seit 2023 als Schauspieler Tim Seebach, der als Fernsehkommissar „Der Lux“ bekannt wurde, in der Krimireihe Mord oder Watt?.
Mommsen ist das Werbegesicht in den Fernsehspots von Schöfferhofer Weizenbier. Er lebt in Berlin-Kreuzberg, ist verheiratet und hat zwei Kinder.

## Soziales Engagement
Oliver Mommsen engagierte sich von 2005 bis 2020 für die SOS-Kinderdörfer als Pate, Botschafter und vor der Kamera. Er ist Schirmherr des Berliner „All Nation Festivals“. Bei einem Besuch im SOS-Kinderdorf in Nairobi für die VOX Aktion „Gib mir fünf“ überzeugte er sich von der Arbeit vor Ort. Außerdem unterstützte Mommsen die SOS-Kinderdörfer weltweit immer wieder bei der Aktion „Kinder laufen für Kinder“ und engagierte sich 2012 mit einem TV-Spot für die SOS-Patenaktion.
Seit 2017 ist er für den Weißen Ring als Botschafter aktiv. Er unterstützt die Hilfsorganisation für Opfer von Kriminalität im Rahmen einer Plakatkampagne und Videoclips, bei der auch weitere Darsteller von Fernsehkommissaren wie Steffen Schroeder und Ulrike Folkerts sowie TV-Anwalt Ingo Lenßen zu sehen sind.

## Filmografie (Auswahl)

### Filme
- 1998: Die heilige Hure
- 2001: Der Mann, den sie nicht lieben durfte
- 2001: Die Liebenden vom Alexanderplatz
- 2002: Junimond
- 2005: Im Schwitzkasten (Kino)
- 2005: Tote Hose – Kann nicht, gibt’s nicht
- 2005: Urlaub vom Leben (Kino)
- 2006: Eine Robbe zum Verlieben
- 2007: Eine Robbe und das große Glück
- 2007: Oh Tannenbaum
- 2008: Der Mann an ihrer Seite
- 2008: Liebe im Halteverbot
- 2008: Putzfrau Undercover
- 2009: Woran dein Herz hängt
- 2009: Faktor 8 – Der Tag ist gekommen
- 2010: Sind denn alle Männer Schweine?
- 2010: Sie hat es verdient
- 2011: Emilie Richards – Der Zauber von Neuseeland
- 2012: Tierisch verknallt
- 2012: Mich gibt’s nur zweimal
- 2013: Stiller Abschied
- 2013: Komasaufen
- 2014: Ohne Dich
- 2014: Ein offener Käfig
- 2016: Handwerker und andere Katastrophen
- 2016: Die Haut der Anderen
- 2017: Love is in the Air
- 2017: Eltern allein zu Haus (Fernseh-Trilogie)
  - 2017: Die Schröders (Film 1)
  - 2017: Die Winters (Film 2)
  - 2017: Frau Busche (Film 3)
- 2018: Passagier 23 – Verschwunden auf hoher See
- 2019: Der beste Papa der Welt
- 2019: Mein Lotta-Leben – Alles Bingo mit Flamingo!
- 2020: Meister des Todes 2
- 2020: Papa auf Wolke 7

2020: 2 unter Millionen 
- 2020: Ziemlich russische Freunde (Fernsehfilm)
- 2021: Schlaflos in Portugal (Fernsehfilm)
- 2022: Der Feind meines Feindes (Fernsehfilm)
- 2022: Mein Lotta-Leben: Alles Tschaka mit Alpaka!
- 2022: Süßer Rausch (2-teiliger Fernsehfilm)
- 2023: 2 unter Millionen (Fernsehfilm)

### Fernsehserien und -reihen (Auswahl)
- 1993: Evelyn Hamanns Geschichten aus dem Leben
- 1996: Gegen den Wind (Folge 3x08)
- 1998–2000: Fieber – Ärzte für das Leben (Fernsehserie, 25 Folgen)
- 1999–2001: Dr. Stefan Frank – Der Arzt, dem die Frauen vertrauen (mehrere Folgen)
- 2000: Ein Fall für zwei (Folge 20x07)
- 2000: Die Rettungsflieger (Folge 4x02)
- 2000–2002: Nikola (Fernsehserie, 2 Folgen)
- 2001–2019: Tatort – Lürsen und Stedefreund (39 Teile)
- 2001: Adelheid und ihre Mörder (Folge 3x13)
- 2002: SK Kölsch (Folge 4x02)
- 2003: Die Pfefferkörner (Folge 3x07)
- 2003: Der Ermittler (Folge 3x03)
- 2003: Der Fürst und das Mädchen (12 Folgen)
- 2004: Kommissarin Lucas – Vergangene Sünden
- 2004: Typisch Sophie (Folge 1x07)
- 2005: Der Dicke (Folge 1x03)
- 2005–2007: Alles außer Sex (4 Folgen)
- 2006: Alarm für Cobra 11 – Die Autobahnpolizei (Folge 20x04)
- 2006–2007: Das Beste aus meinem Leben (8 Folgen)
- 2007, 2010: SOKO Köln (Folge 4x11, 6x20)
- 2008: Im Namen des Gesetzes (Folge 12x07)
- 2008: Die Anwälte (Folge 1x02)
- 2009: Der Kriminalist (Folge 4x02)
- 2011: SOKO Stuttgart (Folge 3x01)
- 2012: Der Staatsanwalt (Folge 7x01)
- 2012: Der letzte Bulle (Folge 3x04)
- 2015: Unter Gaunern (Folge 1x07)
- 2015: Reiff für die Insel – Katharina und der große Schatz (Fernsehreihe)
- 2018: Katie Fforde – Mama allein zu Haus
- 2019: Kroymann (Folge 1x08)
- 2020: Die Chefin (Folge 11x01)
- 2020: Der Bergdoktor (Folge 14x01, Aus Mut gemacht)
- 2021: Stubbe – Tödliche Hilfe
- seit 2022: Schule am Meer (Fernsehreihe)
  - 2022: Frischer Wind
  - 2023: Familienbande
- seit 2023: Mord oder Watt?
  - 2023: Mord oder Watt? – Ebbe im Herzen
  - 2024: Mord oder Watt? – Für Immer Matjes
- 2023: Der Bozen-Krimi: Weichende Erben
- 2025: Die Chefin (Folge 15x06, Das Leben danach)

## Theater (Auswahl)
- 2010: Gut gegen Nordwind

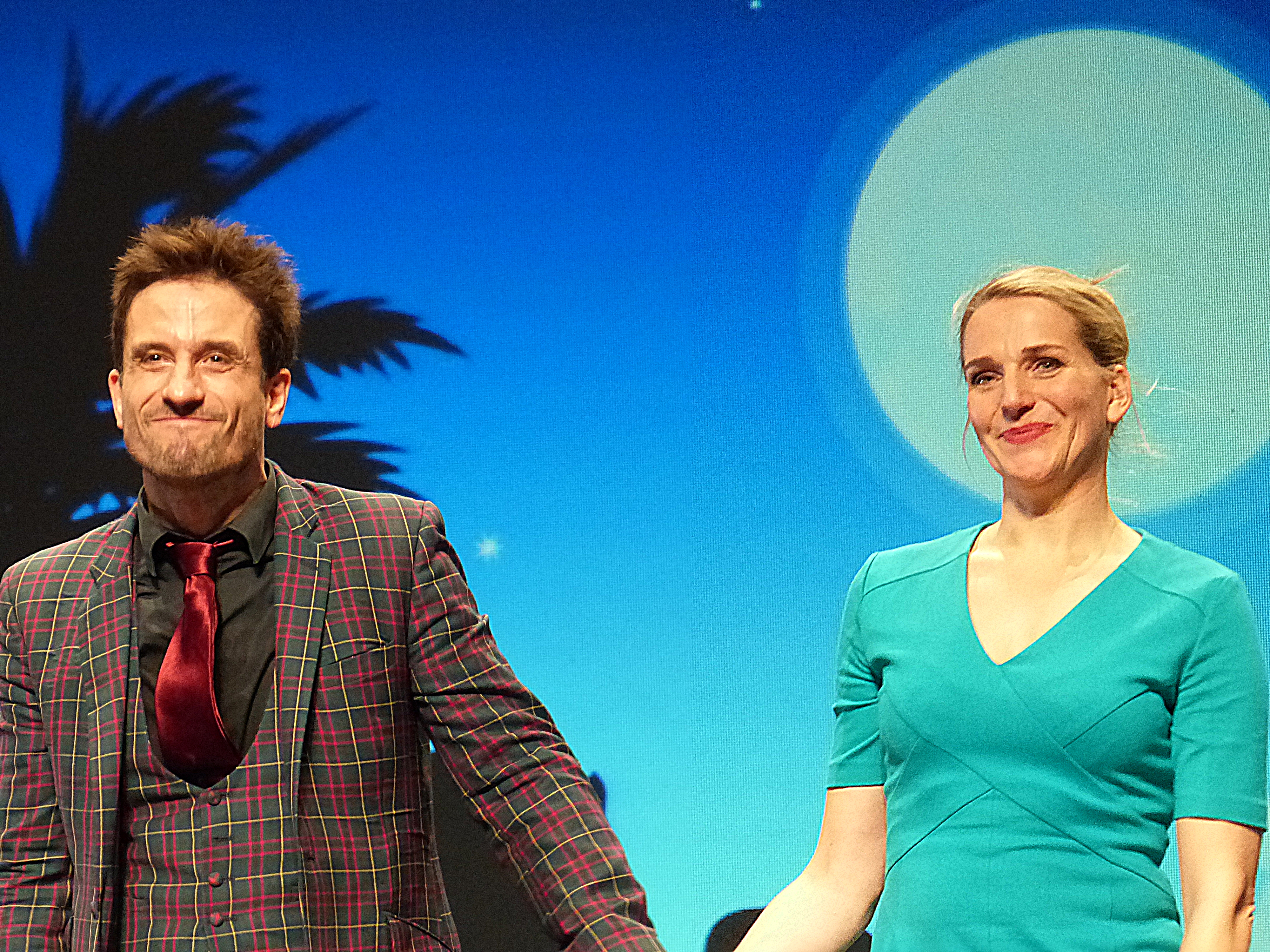
Oliver Mommsen im Theaterstück „Eine Sommernacht“ (2015)

- 2010: Der nackte Wahnsinn (Theatersommer Haag, Österreich)
- 2012: Fettes Schwein
- 2013: Eine Sommernacht
- 2014: The King’s Speech
- 2014: Eine Sommernacht
- 2015: Eine Sommernacht (Tournee)
- 2016–2017: Lieber schön
- 2017: Die Tanzstunde (Komödie am Kurfürstendamm)
- 2023: Nebenan (St. Pauli Theater)
- 2023: Das perfekte Geheimnis (St. Pauli Theater)
- 2025: Vanya (Komödie am Kurfürstendamm)

## Hörbuch
- 2013: Oma, wie viel Krebs hast du heute? von Daniela Draeger ISBN 978-3-00-039577-2

## Auszeichnungen
- 2006: Deutscher Fernsehkrimipreis Sonderpreis als Bester Nebendarsteller für seine Rolle im Tatort Scheherazade
- 2018: Goldener Vorhang für seine Theaterrolle des Autisten in Die Tanzstunde in der Komödie am Kurfürstendamm im Schillertheater